# Хижки
Хижки́ (МФА: [xɪˈʒkɪ] ( прослухати)) — село в Україні, у Бочечківській сільській громаді Конотопського району Сумської області. Населення становить 491 особу. Колишній орган місцевого самоврядування — Хижківська сільська рада, до складу якої входило також село Прилужжя.
На території села здійснюють діяльність Хижківська сільська рада, релігійна громада ПЦУ, фельдшерський пункт, загальноосвітня школа І—ІІ ст., приватні крамниці та поштове відділення.

## Назва
Найімовірніше, назва села пішла від слова «хи́жки». Так називалися хатки, які були побудовані на березі річки Сейм. Проте згодом наголос у слові перенісся на другий склад, і село отримало свою сучасну назву.

## Розташування

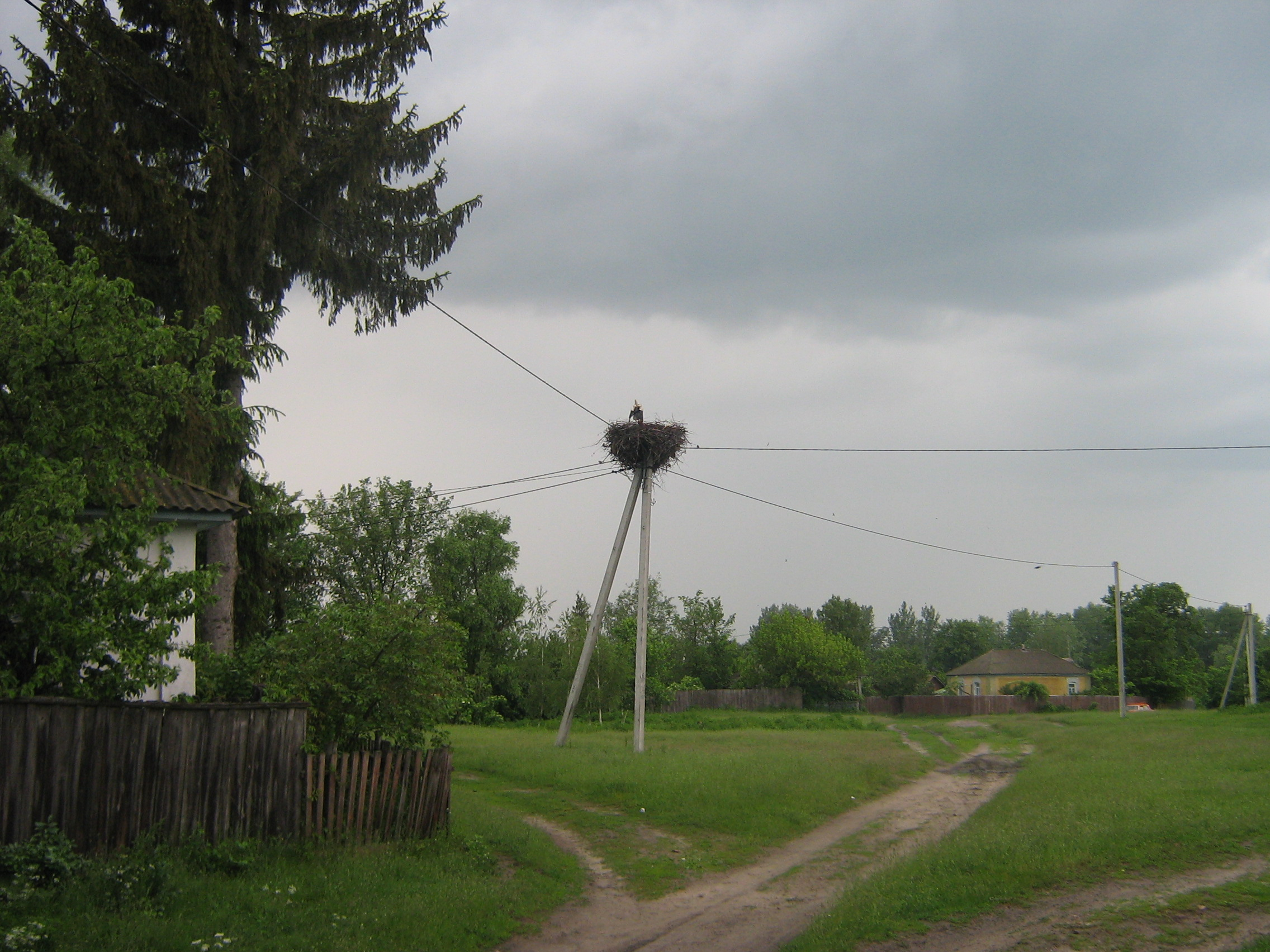
Вигляд вулиці села

Розташоване на лівому березі р. Сейм, за 32 км від райцентру Конотопа. Вище за течією на відстані 9 км розташоване село Нечаївка, нижче за течією на відстані 4 км розташоване село Камінь. Річка в цьому місці звивиста, утворює лимани, стариці і заболочені озера.
Місцевість села рівнинна, з трьох боків воно обмежено річками: північний схід — річкою Сейм, північний захід — затока Ковбаня і річка Перебродка (витікає з озера Бокове), а на південному сході — річка Осога (витікає з озера Щимля). На заході села знаходиться болото Багно. За річками на північ, схід і південний схід від села простяглися широкі луки — заплава річки Сейм, які далі всюди крім північного сходу, обмежені лісами. На південному сході — ліс Обирок, на південному заході — ліс Гайок, на північний захід від села розташована природоохоронна територія — урочище Боромля, на заході — ліси Косинське та Гале.
На захід і південний захід простяглися поля, на яких за часів СРСР колосилося зерно, та достигали овочі, а зараз їх успішно завойовує ліс, повертаючи до першозданного стану. В Чащах і на Анемі вже, на радість грибникам, повиростали чималі берези та сосни, які першими обживають покинуті поля.
У селі бере початок річка Стара, ліва притока Сейму.

## Населення

### Мова
Розподіл населення за рідною мовою за даними перепису 2001 року:
| Мова       | Кількість | Відсоток |
| ---------- | --------- | -------- |
| українська | 484       | 98.57%   |
| російська  | 6         | 1.22%    |
| білоруська | 1         | 0.21%    |
| Усього     | 491       | 100%     |

## Історія
Засноване в першій половині XVII ст., деякий час належало до території Речі Посполитої (Чернігівське воєводство).
Поблизу села, на правому березі річки Сейм в урочищах Хрещате і Хотмінь збереглися залишки поселень доби неоліту та доби бронзи; городище і поселення скіфів; городище сіверян, на мису річки Клевень,  — так зв. «Городок» (VIII—Х ст.).
Першими жителями села були козаки та селяни, які переселилися сюди з Правобережної та Наддніпрянської України, а також кріпаки-втікачі з Росії. У період Гетьманщини село Хижки належало сотникові Кролевецької сотні Якову Лизогубу.
На початку XVII століття село переходить до Конотопської сотні. Після Полтавської битви Петро І віддає Хижки сотникам Полтавського полку Михайлу Марковичу та Роману Фененку. З тих пір понад 200 років у Хижках володарюють ці династії. 1840 році у Марковича було 53 двори (363 чоловіки), у Фененка — 61 двір (438 чоловік кріпаків). Земля в селі належала панам Марковичу і Фененку.
На кошти землевласниці Уляни Маркович у 1776 (за іншими джерелами,
у 1806 році) було збудовано кам'яну Хресто-Воздвиженську церкву (зруйновано за наказом Ради в справах релігії при РМ СРСР від 19 березня 1986 року). Востаннє в ній правилося 1970 року.
Деякий час село належало до Бочечанської волості, Путивльського повіту, Курської губернії (зокрема в 1822 році). Пізніше увійшло до Конотопського повіту, Чернігівської губернії (в 1866 році вже належало до Конотопського повіту).
У 1859 році в селі було 167 дворів, населення становило 391 жителів.
Після скасування кріпацтва значна частина селян залишилася безземельною. Їхнім основним заняттям було перевезення вантажів гужовим транспортом і обробіток цукрових буряків в економіях.
Після столипінської реформи посилюється процес розшарування селян. Утворюються міцні селянські господарства Терешко, Матвійко, Подурем'ї.
На початку XX століття кількість населення села становила 1500 чоловік.
Першу школу в Хижках відкрили в XIX столітті, і була вона підпорядкована церкві. Вчителем у сільській двокласній школі був дяк. У 1906 році на кошти земства була збудована чотирикласна школа. Навчалося у ній від 50 до 100 учнів. Для навчання стали використовувати ще одне приміщення — панський маєток, збудований у 1912 році (нині це основне приміщення Хижківської ЗОШ І—ІІ ступенів). У 1960—1970-х роках були збудовані майстерня, спортзал і їдальня.
Маркович вів світське життя, бував у Парижі. Його розкішний будинок з флігелем стояв біля болота. Пан любив полювати, мав чудову бібліотеку та голуб'ятню. Але між ним і селянами лежала глибока прірва. Про це свідчить одна легенда, що збереглася з тих часів. Якось освічений пан виписав собі з Парижа насіння якоїсь диво-квітки. Довго і трепетно чекав пан, коли виросте та квітка, а коли виросла, то селяни впізнали в ній звичайний будяк.
Після революції 1917 року його красень-будинок продали і вивезли з села до Конотопа, майно та чудову бібліотеку розтягли.
Фененко, навпаки, підтримував з селянами тісні зв'язки, дружні стосунки. Один день він обов'язково косив з ними сіно. Жив відкрито, просто, що, можливо, і дало йому підстави просити в селян під час революції дозволу залишитися в селі простим селянином. Але селяни, можливо, під впливом революційних подій, йому відмовили. А в панському будинку ще й нині знаходиться школа. Землі поміщиків Маркевича та Фененка були поділені між селянами.

### Радянська доба
Протягом 1917—1920 років у селі декілька разів мінялася влада, тільки у січні 1920 року остаточно було встановлено радянську. Першим головою сільської ради був К. І. Москальов. У 1925 році створюється комсомольська організація (комуна). У 1929 році розпочалася колективізація, під час якої були розкуркулені декілька заможних селянських господарств.
1930 року створено колгосп «Прилужжя», головою якого був О. С. Нестеренко. У середині 30-х років XX століття був збудований клуб на 500 місць. На кінець 1930-х років колгосп стає міцним багатогалузевим господарством.
Протягом голодомору 1932—1933 років село постраждало не значно, значною мірою виручило сусідство з річкою. У протоколі засідання бюро Конотопського райпарткому (РПК) № 78 «Про незадовільне виконання планів хлібозаготівлі в селах району»

від 29 вересня 1932 року було відмічено «абсолютно незадовільні надходження хліба від одноосібного сектора», також село відмічено в числі тих, що «особливо ганебно виконують план хлібозаготівель» (на 3-тю п'ятиденку вересня селом було здано 17 %, а по одноосібному сектору 10,4 % від плану), серед причин зриву плану названо те, що «не проведена широка масова робота навколо хлібозаготівель одноосібним сектором» та «на селах немає належного натиску на куркульсько-заможню верхівку села». Бюро РПК ухвалило:
|  | 1. За зрив хлібозаготівель ... голові сільради с. Хижки т. Арендаренку оголосити сувору догану, уповноваженого РПК т. Поляченка відкликати як несправившогося з обв'язками уповноваженого... 2. Категорично запропонувати уповноваженим та головам сільрад негайно в термін 1-ї п'ятиденки закінчити стягнення хліба за твердими завданнями з куркульсько-заможних господарств, застовосуючи репресивні заходи до тих господарств, що не виконують наданих їм твердих завдань. ... |

16 листопада 1932 року було прийнято резолюцію бюро Конотопського райкому КП/б/У про занесення на «чорну дошку» сіл Хижки, Бочечки, Козацьке, Малий Самбір Конотопського району Чернігівської області та посилення роботи по виконанню хлібозаготівлі.
У 1939 році Конотопський район, до якого належало село, ввійшов до складу новоствореної Сумської області (створена згідно з Указом Президії Верховної Ради СРСР 10 січня 1939).
Мирну працю селян перервала війна. 4 вересня 1941 року село окупували нацисти. Багатьох жителів насильно відправлено на роботу до Німеччини. Під час окупації мешканці брали активну участь у партизанському русі. За зв'язок із партизанами були розстріляні С. Л. Завгородній, С. Е. Завгородній та Панас Завгородній.
Хижчани пишаються своєю землячкою Жидченко Марією Григорівною, яка протягом нацистської окупації була розвідницею партизанського загону «Смерть фашизму!». Відважна жінка вивчала розташування німецьких частин, напрямки пересування військ, рахувала танки, добувала продукти харчування та ліки, перевозила радянських солдатів, які втекли з німецького полону, через річку Сейм, направляла їх до партизанського загону. Брала участь у боях, сама була тяжко поранена. За мужність, виявлену у боротьбі з німецько-нацистськими загарбниками, Марія Григорівна була нагороджена медаллю «За відвагу».
6 вересня 1943 року село Хижки звільнили від німців бійці Радянської Армії. На фронтах Другої світової війни та в партизанських загонах проти німців воювали 512 жителів села, 206 з них були нагороджені орденами та медалями, 202 загинули.
Після війни хижчани швидко відбудували зруйноване господарство. Для відбудови села та зміцнення господарства багато сил і здібностей доклали голова колгоспу Ф. Т. Січкар і голова сільської ради Г. О. Лебідь.
Колгосп «1 Травня» в 1950—1960-х роках був одним із найбільших господарств району. Тільки великої рогатої худоби тут було до 2000 голів.
У 1975 році колгосп «1 Травня» був приєднаний до колгоспу «Перемога» (с. Козацьке). У 1990 році бригада відокремилась у самостійне господарство під колишньою назвою «1 Травня». У 2000 році на базі КСП «1 Травня» було створено СТОВ «Хижківське».
Віднедавна щороку 19 серпня відзначається День Хижок. Водночас, з часу заснування в Хижках Хресто-Воздвиженської церкви і понині, місцевим святом (або ж «храмом») вважається Воздвиження, що відзначається 27 вересня.

### Сучасність
- 19 серпня 2010 року відзначалося 400-ліття села.
- 2010 року згорів сільський клуб та бібліотека, яка була розташована в тому ж приміщенні.
- 2012 року в селі проведено водогін[10].

## Природа

### Рослинний світ

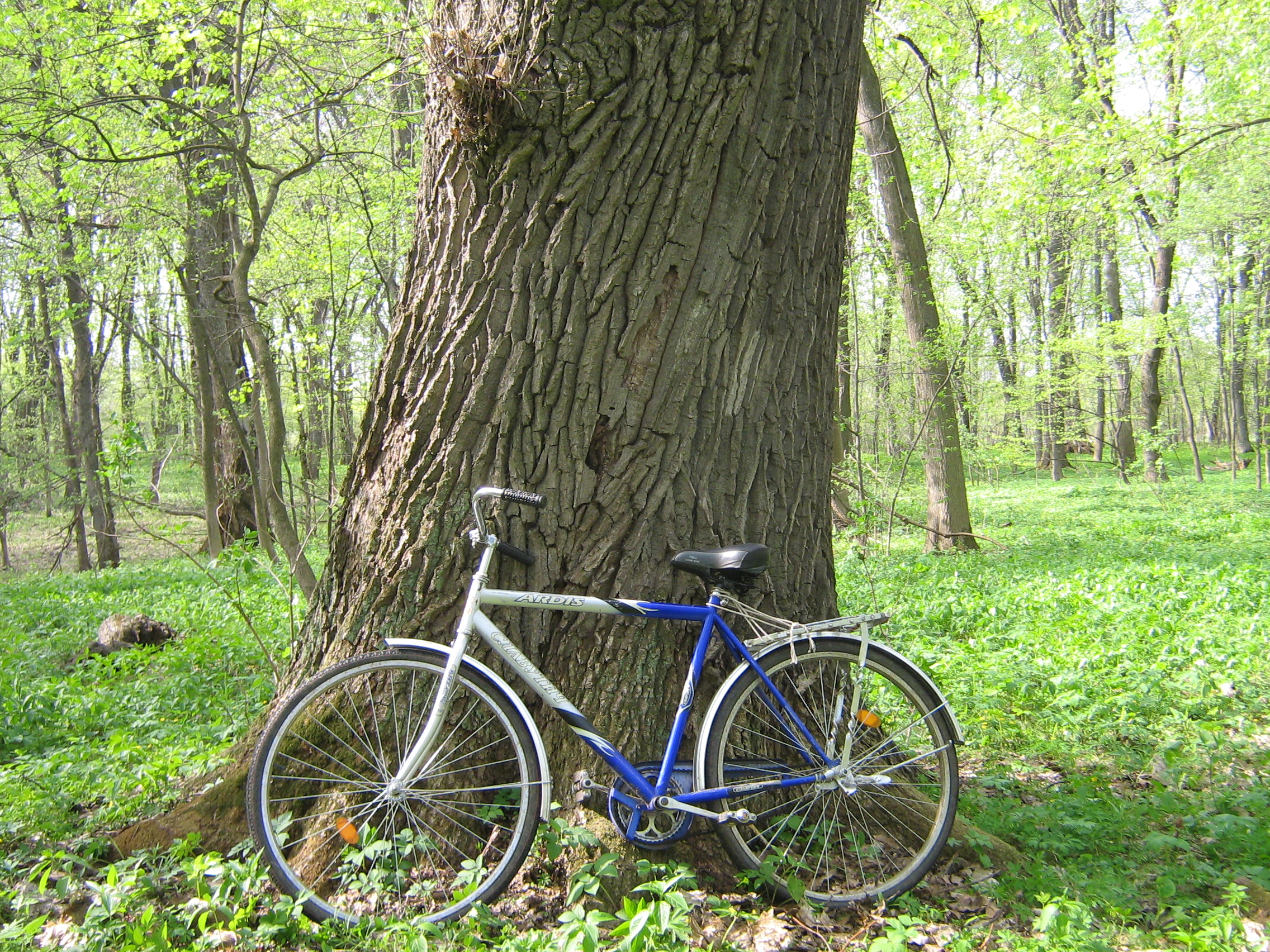
Дуб у Буривні. Обхват стовбура — 464 см на висоті 1,3 м від землі (2011 рік)

З-поміж унікальних живих біологічних пам'яток у районі села можна відзначити багатовікові дуби, яким зараз по 400—500 років, в урочищі Боромля (Буривня, як його називають в Хижках), які за часів Другої світової війни навіть вивозили до Німеччини.

### Тваринний світ

#### Ссавці
У навколишніх лісах живуть лисиці, зайці, білки, вовки, лосі, дикі кабани. У 90-х роках в околицях села жило стадо зубрів, але воно було винищено браконьєрами. У водоймах біля села живуть бобри.

#### Птахи
Постійно живуть у районі села синички, горобці та ін.
На гніздівлю в село прилітають лелеки, ластівки (ластівка сільська, ластівка міська, ластівка берегова), шпаки, солов'ї та ін.
На заплавних луках біля річки, в озерцях живуть сірі та білі чаплі, також сюди на харчування прилітає багато лелек. Інколи на річці можна бачити диких качок та гусей. 2012 року в затоці Сейму, Ковбані, поселилася пара лебедів. Цих птахів, за свідченнями селян, востаннє бачили в Хижках понад 30 років тому.

#### Риби і раки
У навколишніх водоймах живе понад 25 видів риб (в дужках приведено місцеву назву). У річці Сейм водяться щука, плотва, окунь, йорж (йорш, джигир), верховодка звичайна (себель), краснопірка, карась, короп (сазан), лящ (чабак), плоскирка, пічкур (печкур), судак, носар, лин, сом, жерех (білизна), в'язь (або підв'язок), підуст, головня (головник), налим (меньок), чехоня, сагай, бичок, щипавка (сцикавка). Ловили навіть яльця. У затоках річки та в самій річці живуть раки. У навколишніх озерах (Криве, Мідне та ін.) можна нарахувати трохи менше видів риб: щука, карась, в'юн, лин, снеток (удидок).

## Відомі люди
Василь Назарович Завгородній — священномученик, народився в 1893 році. Служив священиком у Новокладбіщенській церкві в Горькому. Арештований і розстріляний в 1937 році за постановою тройки УНКВС по Горьківській області. Прославлений Архієрейським ювілейним Собором РПЦ 2000 року.